# David & Götz

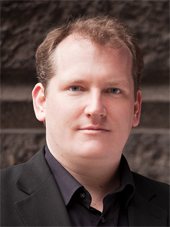
David Harrington

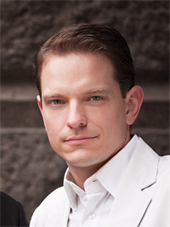
Götz Östlind

David & Götz (Langform: David & Götz – Die Showpianisten) sind ein deutsches Klavierduo, das seit 2009 zusammen auftritt, bestehend aus den beiden Musikern David Harrington und Götz Östlind.

## Auftritte
David & Götz spielen vielfältige Stilarten, von der klassischen Musik über Pop- und Rockmusik bis zu Swing und Boogie-Woogie. Alle Arrangements sind selbst geschrieben. Teil des Konzepts ist die oft komödiantische Darbietung von Klavierstücken an zwei Konzertflügeln. Dabei wechseln sich die Stilrichtungen häufig ab. Bestandteile des Programms sind Moderationen, Gesangseinlagen beider Künstler – Harrington ist gelernter Tenor – und gespielte Szenen. Harrington spielt üblicherweise in schwarzer Kleidung am weißen Flügel, Östlind in Weiß am schwarzen Flügel. Harrington spielt die oft etwas derberen Rollen, während Östlind den „Gentleman“ gibt.
Das Duo spielt rund 70 Konzerte pro Jahr.

## Die Musiker
Beide Musiker begannen, mit fünf Jahren Klavier zu spielen. David Harrington (* 1973) hat eine deutsche Mutter und einen irischen Vater. Er wuchs in Halstenbek auf. Nach dem Abitur am Gymnasium Schenefeld studierte er an der Freien Universität Berlin Theaterwissenschaften, Soziologie und Publizistik und erwarb einen Magister Artium im Fach Musiktheater. Er studierte Klavier bei Frank Guzinski in Hamburg und Gesang bei Günter Giese in Berlin und wurde auch als Dirigent ausgebildet. Er dirigierte rund zehn Jahre lang Musicals in Hamburg, unter anderem im Theater Neue Flora. Seit 2016 gibt er unter dem Titel Der Barpianist auch Solokonzerte.
Götz Östlind (* 1977 in Winsen (Luhe)) lernte Klavier unter anderem bei Lev Natochenny. Er studierte nach dem Abitur an der Universität Lüneburg Angewandte Kulturwissenschaften und Betriebswirtschaftslehre und wurde 2005 über Kontrapunktik in der Filmmusik promoviert. 2006 wurde er durch das Benennen von jeweils vier gleichzeitig gespielten Tönen „Wettkönig“ in der Fernsehshow Wetten, dass..? Neben seiner Tätigkeit bei David & Götz komponiert er Klavierstücke und tritt mit diesen Werken auch solo auf.

## Geschichte
1999 lernten sich die beiden Musiker kennen. 2009 begannen sie ihre Konzerttätigkeit als „Showpianisten“. 2013 spielten und sangen sie vor Beginn des Formel-1-Rennens am Nürburgring die deutsche Nationalhymne. 2015 traten David & Götz auf Einladung der Bundeswehr vor Soldaten der ISAF-Truppen im afghanischen Camp Marmal auf. Weitere Konzerte gaben sie unter anderem in Japan, Marokko und den Vereinigten Arabischen Emiraten. 2016 spielten sie vor 4500 Menschen in der Barclaycard Arena in Hamburg. Im Dezember 2017 konzertierte das Duo zusammen mit dem Orchester der Vereinigten Bühnen Wien in Wien.

## Sonstiges
Das Duo unterrichtet und fördert Pianisten im Kindesalter.

## Diskographie
- 2009: An zwei Flügeln!
- 2009: The Fabulous Bechstein Boys
- 2012: Wirtuos. Witzig. Weltklasse.
- 2013: 1 Duo. 2 Flügel. 3 Duette.
- 2015: Live
- 2018: Best of David & Götz